# Pamela Jones
Pamela Jones este fondatoarea și editoarea Groklaw Arhivat în 12 octombrie 2003, la Wayback Machine., un site premiat care desfăsoară o activitate complexă de cercetare în domeniul juridic, folosind o abordare inspirată din 'open source'. Ceea ce a început în 2003 ca o activitate întreprinsă de o singură persoană s-a dezvoltat într-o comunitate matură cu sute de contribuitori și milioane de vizitatori pe zi. Axat, în primul rând, pe probleme ce țin de comunitatea FOSS, Groklaw a devenit una din cele mai citite surse de știri și informații pentru specialiștii din sectorul juridic și IT.

## Articole
Web site-ul Groklaw al Pamelei Jones
În luna decembrie 2005, ERIC STEUER de la Creative Commons i-a luat un interviu Pamelei Jones. Versiunea în limba română a acestui interviu a fost publicată de blogul juridic Pandecte OnLine Arhivat în 21 februarie 2006, la Wayback Machine..